# ماتي منت حمدي
ماتي منت حمادي (مواليد 1967) اقتصادية وسياسية موريتانية شغلت منصب رئيس بلدية نواكشوط، عاصمة موريتانيا وأكبر مدنها، منذ عام 2014. كانت سابقًا وزيرة الخدمة العامة والعمل وتحديث الإدارة من 2011 إلى 2013.

## النشأة
ولدت ماتي منت حمدي عام 1967 في عيون العتروس ونشأت في أسرة نشطة سياسياً. التحقت بمدرسة ثانوية في نواكشوط، وحصلت على البكالوريوس عام 1986. تابعت دراستها في موريتانيا ودرست الاقتصاد، وحصلت على درجة البكالوريوس في عام 1988 من جامعة نواكشوط. تخصصت في الاقتصاد العام وحصلت على الماجستير عام 1990.

## المسار المهني
في عام 1991، بدأت ماتي منت حمادي العمل لبلدية نواكشوط في قسم الإدارة المالية. أصبحت رئيسة قسم التعداد الضريبي عام 1993، وفي عام 1997 تمت ترقيتها إلى رئيسة قسم العلاقات الخارجية. في عام 1999، أصبحت ماتي منت حمادي مدققة لديوان المحاسبة.
التحقت بوزارة التجارة والصناعة عام 2006 والتحقت أيضاً بالبنك المركزي. عملت لمدة عامين كمدير للمنافسة وحماية المستهلك ومكافحة الاحتيال في الوزارة ثم أصبحت بعد ذلك عضوة في مجلس السياسة النقدية للبنك المركزي الموريتاني في عام 2007. في عام 2009، أصبحت مساعدة مديرشركة SONIMEX، وهي شركة استيراد وتصدير. في العام التالي، عُيّنت مفوضًا لتشجيع الاستثمار. عقدت لقاءات مع مستثمرين قطريين وإيرانيين وعرضت عليهم مساعدتها في تحقيق مشاريعهم الاستثمارية.
تم تعيينها وزيرة للخدمة العامة والعمل وتحديث الإدارة في مارس 2011. في أغسطس 2011 رفعت الحكومة الحد الأدنى للأجور من 21.000 إلى 30.000 وحدة عملة. عملت في منصبها الوزاري حتى ديسمبر 2013.
في 4 فبراير 2014، تم انتخاب ماتي منت حمدي عمدة لنواكشوط، لتصبح أول امرأة رئيسة بلدية في تاريخ المدينة (ولكن ليس في تاريخ موريتانيا). وهزمت في الإنتخابات محمد ولد الحسن من حزب تواصل الإسلامي المعتدل. وقالت «انتخابي رسالة مميزة للمرأة الموريتانية».

## الحياة الشخصية
متزوجة ولديها ثلاثة أطفال،وتتحدث اللغتين العربية والفرنسية.